# Barris de Montevideo
Els barris de Montevideo són divisions de Montevideo, Uruguai. Els seus aproximadament 1,5 milions d'habitants viuen en diferents barris, cadascun d'ells amb identitat pròpia, ubicació geogràfica i activitats apropiades al nivell sociocultural de la població.
En un ús més general del terme, molta gent es refereix a les grans zones residencials com a barris, tot i que oficialment no són pas reconeguts pel govern. Tal és el cas del Parque Posadas al barri d'Aires Puros, i d'Euskal Erría al barri de Malvín Norte, entre d'altres.
Moltes àrees de la ciutat que ara es consideren barris tenien poblacions geogràficament independents, les quals més endavant van ser absorbides per la gran ciutat. Aquest és el cas de Sayago, Pocitos, Carrasco, etcètera. Alguns barris es van formar a partir de zones industrials, com ara Villa del Cerro i Nuevo París. D'altra banda, àrees que abans es consideraven barris van ser incorporades a barris més grans. Aquest és el cas del barri Goes, la major part del qual ha estat incorporada al barri Villa Muñoz, mentre que la resta ara forma part de La Aguada i La Figurita; el barri Arroyo Seco va ser incorporat a Bella Vista, el Barri Borro, Retiro i d'altres. Com a resultat d'això, alguns mapes poden mostrar diferències en el nombre i ordre d'alguns barris. Aquesta llista i el mapa segueixen la divisió plantejada per l'Institut Nacional d'Estadística de l'Uruguai.

## Llista de barris
| 1. Ciudad Vieja 2. Centro 3. Barrio Sur 4. La Aguada 5. Villa Muñoz (Goes, Retiro) 6. Cordón 7. Palermo 8. Parque Rodó 9. Tres Cruces 10. La Comercial 11. Larrañaga 12. La Blanqueada 13. Parque Batlle-Villa Dolores 14. Pocitos 15. Punta Carretas 16. Unión 17. Buceo 18. Malvín 19. Malvín Norte 20. Las Canteras 21. Punta Gorda | 1. Carrasco 2. Carrasco Norte 3. Bañados de Carrasco 4. Flor de Maroñas 5. Maroñas-Parque Guaraní 6. Villa Española 7. Ituzaingó 8. Castro - Pérez Castellanos 9. Mercado Modelo-Bolívar 10. Brazo Oriental 11. Jacinto Vera 12. La Figurita 13. Reducto 14. Capurro, Bella Vista-Arroyo Seco 15. Prado-Nueva Savona 16. Atahualpa 17. Aires Puros 18. Paso de las Duranas 19. Belvedere 20. La Teja 21. Tres Ombúes, Pueblo Victoria | 1. Villa del Cerro 2. Casabó, Pajas Blancas 3. La Paloma, Tomkinson 4. Paso de la Arena, Los Bulevares, Rincón del Cerro, Santiago Vázquez 5. Nuevo París 6. Conciliación 7. Sayago 8. Peñarol-Lavalleja 9. Colón Centro y Noroeste 10. Lezica, Melilla 11. Colón Sudeste, Abayubá 12. Manga, Toledo Chico 13. Casavalle 14. Cerrito 15. Las Acacias 16. Jardines del Hipódromo 17. Piedras Blancas 18. Manga 19. Punta de Rieles, Bella Italia 20. Villa García, Manga Rural |